# بچه تخس
بچه تخس (به فرانسوی: Enfant terrible؛‎/ˌɒ̃fɒ̃ tɛˈriːblə/‎. فرانسوی: [ɑ̃fɑ̃ tɛʁibl]؛ «کودک سرکش») یک اصطلاح فرانسوی است که به‌طور سنتی به کودکی اشاره می‌شود که با گفتن چیزهای شرم‌آور به والدین یا دیگران را به طرز وحشتناکی می‌رنجاند. با این حال، این عبارت استفاده‌های مختلفی را در حرفه‌های هنری، مد، موسیقی و سایر فعالیت‌های هنری دارد. در این مشاغل، به معنای «نبوغ» موفق و غالباً جوانی است که بسیار غیراخلاقی، زننده و در بعضی موارد توهین‌آمیز یا سرکشانه است.
فرهنگ لغت انگلیسی آکسفورد، چاپ ۲، این تعریف را ارائه می‌دهد: «کودکی که بزرگان خود را با اظهارات به موقع خجالت‌زده می‌کند. شخصی که با گفتار یا رفتار غیراخلاقی یا غیرمسئولانه یا اصطلاحات نادرست، همکاران یا حزب خود را به خطر می‌اندازد؛ به‌طور سرسری، کسی که غیر متعارف عمل می‌کند».
یکی از تعاریف  وبستار فرهنگ لغت بچه تخس «یک فرد معمولاً جوان و موفق که کاملاً غیر مؤمن، نوآورانه، یا آوانگارد» است.